# شوایگهاوزن
شوایگهاوزن (به آلمانی: Schweighausen) یک شهر در آلمان است که در Verbandsgemeinde Nassau واقع شده‌است. شوایگهاوزن ۲۱۹ نفر جمعیت دارد.